# Feinwerkmechaniker
Der Feinwerkmechaniker ist in Deutschland ein staatlich anerkannter Ausbildungsberuf nach der Handwerksordnung.

## Ausbildungsdauer und Struktur
Die Ausbildungsdauer zum Feinwerkmechaniker beträgt in der Regel dreieinhalb Jahre. Die Ausbildung erfolgt an den Lernorten Betrieb und Berufsschule. Es handelt sich um einen Beruf, dessen Ausbildung in den folgenden Schwerpunkten vertieft werden kann:
- Maschinenbau
- Feinmechanik
- Werkzeugbau
- Zerspanungstechnik

## Entstehungsgeschichte
In diesem Ausbildungsberuf wurde im Jahr 2002 die Gestreckte Gesellenprüfung erprobt. Ziel war herauszufinden, ob auf eine Zwischenprüfung verzichtet werden kann und stattdessen Teile der Beruflichen Handlungsfähigkeit zu einem früheren Zeitpunkt abschließend geprüft werden können. Das Bundesinstitut für Berufsbildung (BiBB) hat hierzu eine umfangreiche Befragung bei Ausbildungsbetrieben, Auszubildenden und Berufsschulen durchgeführt. Die Evaluation kommt zu dem Ergebnis, dass eine solche neue Struktur in diesem Beruf vorteilhaft sei. Die Erprobungsverordnung wurde daher in Dauerrecht umgewandelt.
Ein Jahr später wurde der Beruf vom BiBB erneut untersucht. Diesmal stellte sich die Frage, ob eine weitere Fachrichtung bzw. ein weiterer Schwerpunkt erforderlich sei. Von Winter 2009 bis Sommer 2010 wurde daher der Bedarf nach einer solchen Differenzierung untersucht. Man kam zu dem Schluss, dass eine weitere Fachrichtung Zerspanungstechnik notwendig sei. Daher wurde die Ausbildungsordnung entsprechend angepasst.

## Arbeitsgebiete
Feinwerkmechaniker arbeiten im Maschinenbau, dem Werkzeugbau oder der Feinwerkmechanik. Sie stellen dort Werkstücke und Bauteile durch manuelle und maschinelle Fertigungsverfahren her. Sie erstellen und optimieren CNC-Programme und bedienen die entsprechenden Maschinen. Bei ihrer Arbeit wenden sie Normen und Richtlinien zur Sicherung der Produktqualität an. Sie messen und prüfen mechanische und physikalische Größen. Falls erforderlich führen sie Wartungsarbeiten sowie Fehler- und Störungssuche an ihren Maschinen durch.

## Zusatzqualifikationen

### Elektrofachkraft für festgelegte Tätigkeiten
Die Zusatzqualifikation „Elektrofachkraft für festgelegte Tätigkeiten“ berechtigt dazu, an elektrischen Einrichtungen und Betriebsmitteln Arbeiten zum Erstanschluss sowie Instandsetzungs- und Wartungsarbeiten durchzuführen. Den Auszubildenden werden fachtheoretische und fachpraktische Qualifikationen in der Elektrotechnik vermittelt.

### Europaassistent/in
Die Zusatzqualifikation „Europaassistent/in“ eröffnet für Auszubildende mit einem mittleren Bildungsabschluss die Möglichkeit, interkulturelle Kompetenzen aufzubauen, Fremdsprachenkenntnisse zu verbessern und sich fachlich – über die Erstausbildung hinaus – zu bilden. Bestandteile der Zusatzqualifikation sind ein besonderer Berufsschulunterricht (z. B. Europäisches Waren- und Wirtschaftsrecht) und ein mehrwöchiges Praktikum im Ausland.

## Weiterbildungsmöglichkeiten
Ausgebildete Feinwerkmechaniker haben die Möglichkeit, sich nach Besuch einer Meisterschule zum Meister prüfen zu lassen. Sie können nach abgelegter Prüfung eine Handwerksfirma gründen.
weitere Weiterbildungsmöglichkeiten
- Industriemeister/in
- Techniker/in – Fertigungstechnik oder Mechatronik/Informationselektronik

Weiterbildung mit Hochschulzugangsberechtigung in einem gleichen oder MINT-fachverwandten Ingenieurstudiengang:
Feinwerktechnik, Mechatronik, Medizintechnik, Elektrotechnik und Informationstechnik
- Bachelor of Engineering
- Bachelor of Science
- Master of Engineering
- Master of Science
- Dipl.-Ing. (FH)
- Dipl.-Ing. (Uni)
- Dipl.-Ing. (FH/Uni)

### Fachgebundener Hochschulzugang für beruflich Qualifizierte
Auch ohne schulische Hochschulzugangsberechtigung (Abitur, Fachhochschulreife oder fachgebundenen Hochschulreife) ist Studieren möglich, wenn man über eine erfolgreich abgeschlossene, durch Bundes- oder Landesrecht geregelte mindestens 2-jährige Berufsausbildung sowie eine i. d. R. mindestens 3-jährige Berufspraxis verfügt und ein Eignungsfeststellungsverfahren (EFV) absolviert. Je nach Hochschule kann das eine beliebige Anzahl an Prüfungen sein (Schriftlich und/oder Mündliche). Der gewünschte Studiengang muss fachlich zur Ausbildung und Berufspraxis passen. Ob die entsprechenden Voraussetzungen erfüllt sind, prüft und entscheidet die Hochschule, die den Studiengang anbietet. So ist mittlerweile auch die Möglichkeit gegeben, als Meister eines Ausbildungsberufs ein beliebiges Studium aufzunehmen, in fast allen Bundesländern gegeben, es sei denn, es gibt einen NC. Der Zugang zum Studium ist dann meist mit einer Vorabquote versehen, d. h. ein definierter Prozentanteil der zu vergebenden Studienplätze sind für die Gruppe der beruflich Qualifizierten reserviert.